# Vocal House
Vocal House ist eine Stilrichtung der House-Musik und zeichnet sich im Vergleich zum gewöhnlichen House durch intensivere melodische Elemente sowie Gesangseinlagen meistens weiblicher Sänger aus. Die Songtexte sind in der Regel 'elaborierter' als etwaige Sample-Loops anderer Untergenres. Vocal House zählt neben Funky House zu den am meisten bekannten House-Stilrichtungen. Die Geschwindigkeit dieser House-Art liegt in der Regel bei den üblichen 128 BPM.

## Stiltypische Tracks
- Robin S. – Show Me Love (1993)
- CeCe Rogers – Someday
- Inner City – Good Life
- Adeva – Respect
- CeCe Peniston – Finally
- M People – Moving On Up
- Mike La Funk – Lift me Up to the Top
- Ultra Naté – Free & Found A Cure
- Mental Madness Productions alias Brooklyn Bounce – A Deeper Love (Boris Dlugosch & Michi Lange Remix)
- Fire Island feat. Loleatta Holloway – Shout To The Top
- Nuyorican Soul – Runaway
- Crystal Waters – Gipsy Woman
- Armand van Helden feat. Duane Harden – You Don't Know Me
- Michael Gray – The Weekend
- DJ Rhythm pres. Soul Theory – Drama (Warren Clarke Drama Mix)
- Peyton – A Higher Place
- Jamie Lewis & Michael Watford – It's Over